# Мурастий Дмитро Сергійович
Дмитро́ Сергі́йович Мура́стий (1995—2023) — український військовослужбовець, учасник російсько-української війни, кавалер ордена «За мужність» III ступеня.

## Життєпис
Народився в селищі Привокзальне Шосткинського району Сумської області. За іншими даними в селі Імшана. Навчався в Імшанській загальноосвітній школі, грав у футбол, волейбол, брав участь у художній самодіяльності. 2014 року вступив до Шосткинського професійного ліцею Сумського державного університету, 2015-го здобув спеціальність «електромонтер з ремонту та обслуговування електроустаткування».
2015 року призваний на строкову військову службу, проходив у місті Острог Чернігівської області. У березні 2016 року прийнятий на військову службу за контрактом — військова частина А3730 міста Шепетівка; на посаду навідника. З 2016 по 2018 рік брав участь у проведенні антитерористичної операції, учасник бойових дій, звільнений в запас.
Працював на посаді комірника в ТзОВ «ОМЕГА» (місто Київ), потім перебував на Державній прикордонній службі.
У червні 2023 року пішов на службу по мобілізації до Національної гвардії України.
Загинув 21 жовтня 2023 року поблизу населеного пункту Спірне Донецької області.
Без Дмитра залишилися мама, брат та сестра.

## Нагороди
- Орден «За мужність» III ступеня (25 березня 2024, посмертно) — за особисту мужність і самовідданість, виявлені у захисті державного суверенітету та територіальної цілісності України, сумлінне та бездоганне служіння Українському народові[3].